# Área de conservación de Api Nampa

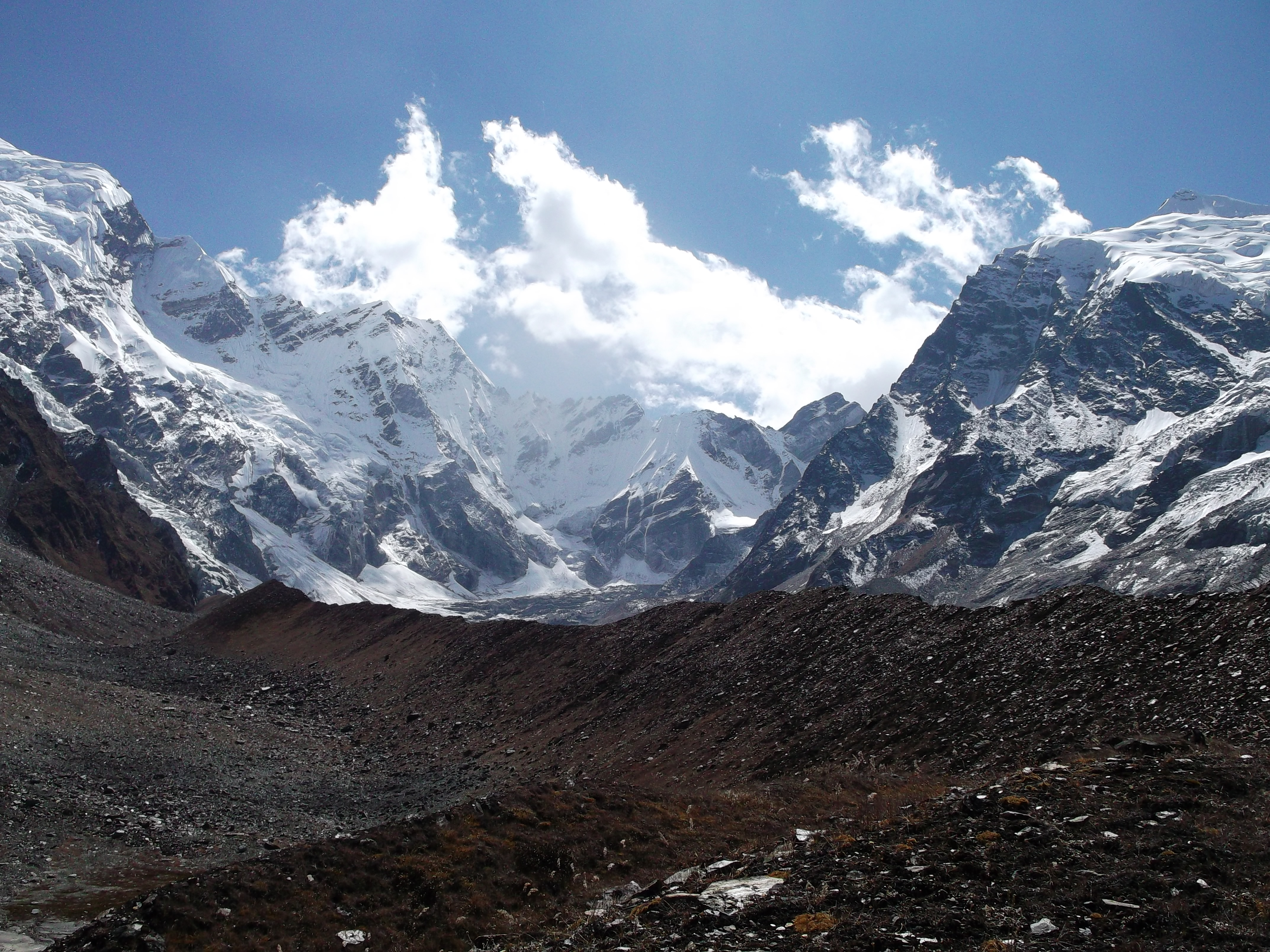
Monte Api, la cima del área protegida, con 7132 m de altitud.

El Área de conservación de Api-Nampa es un área protegida en el extremo occidental del Nepal, en la provincia de Sudurpashchim. Se estableció en 2010 con una extensión de 1.903 km2. Se encuentra en el norte del distrito de Darchula, con capital en Khalanga. El límite occidental está formado por el río Sharda y el norte por la frontera internacional con el Tíbet, China. Al este se encuentran los distritos de Bajhang y Baitadi. Tiene una elevación que va de 518 m a 7132 m en el monte Api del Himalaya, y está dentro del área circunscrita del Paisaje Sagrado del monte Kailash, que se encuentra al noroeste, en el Tíbet.
Recibe el nombre de las dos montañas, Api (7132 m) y Nampa (6755 m). En 2011, estaba habitado por 54.358 personas que vivían en 8966 hogares.
En el centro del área hay una zona de pastizales, entremezclada con zonas de bosques.

## Fauna
Las especies de mamíferos incluyen el leopardo de las nieves, el oso negro del Himalaya, el panda rojo, el langur gris, el tar del Himalaya, el ciervo almizclero del Himalaya, el goral y el serau. Las aves incluyen el monal colirrojo, el Tetraogallus y el faisán ensangrentado.
Entre las plantas destacables figuran la orquídea Dactylorhiza hatagirea, la medicinal kutki (Neopicrorhiza scrophulariflora), el hongo yartsagumbu (Cordyceps sinensis), el nardo jatamansi (Nardostachys grandiflora), el leño colubrino sarpagandha (Rauvolfia serpentine), y la valeriana de la india sugandhawal. 

## Clima
El clima de la zona se caracteriza generalmente por una alta pluviosidad y una humedad elevada, condiciones que varían con la altitud, entre clima subtropical y alpino. En el norte, la mayoría de la zona permanece bajo la nieve, debido a su clima alpino. En la parte meridional y en los valles el clima es subtropical. La zona media de las colinas tiene un clima templado. La temperatura máxima promedio es de 18,6 oC y la temperatura mínima es de 7,7 oC.
El 80 por ciento de la precipitación cae durante los cuatro meses del monzón, de junio a septiembre. Todas las áreas resgistran intensidades de lluvia muy altas, que pueden llegar a ser de 125 a 350 mm en un período de 24 horas. En los altos valles del Himalaya hay una zona de clima frío. Entre 1800 y 6500 m no hay ninguna zona de clima subtropical.